# F363 Niels Juel
F363 Niels Juel er den tredje og sidste fregat i Iver Huitfeldt-klassen der blev bygget på Odense Staalskibsværft (Lindø) hvor det havde nybygningsnummer 716.

## Navn
Fregatten er navngivet efter den dansk-norske søhelt, admiralen Niels Juel (1619-1697). Niels Juel var i en periode øverstbefalende for den danske flåde, hvor han vandt flere sejre mod den svenske arvefjende, blandt andet under Søslaget i Køge Bugt hvor han besejrede en ellers overlegen svensk flådestyrke.
Dåbshandlingen blev foretaget af Kronprinsesse Mary på Odense Staalskibsværft, mandag den 7. november 2011.

## Navnesøstre
Skibet er det fjerde skib i Søværnets tjeneste, der bærer navnet Niels Juel:
- Niels Juel (fregat, 1856-1879)
- Niels Juel (artilleriskib, 1923-1943)
- F354 Niels Juel (korvet, 1980-2009)
- F363 Niels Juel (fregat, 2011-)